# لشکر ششم زرهی (ورماخت)
لشکر ششم زرهی (به آلمانی: 6. Panzer-Division) یکی از لشکرهای زرهی نیروی زمینی آلمان در دوره رایش سوم بود که در ابتدا با عنوان لشکر یکم سبک در ماه اکتبر سال ۱۹۳۷ تشکیل شد و سپس در ماه اکتبر سال ۱۹۳۹ به این عنوان نامیده شد. این لشکر در جریان جنگ جهانی دوم در جبهه‌های شرقی و غربی به نبرد پرداخت.

## تشکیل و سازمان
برنامه مدرن‌سازی سواره‌نظام نیروی زمینی آلمان منجر به تشکیل تیپ ۱ سبک در الگو برداری از سازمان «لشکر سبک مکانیزه» فرانسه، در ۱۲ اکتبر سال ۱۹۳۷ در ووپرتال به فرماندهی سرتیپ اریش هوپنر به عنوان بخشی از سپاه ۱۵ شد. هدف این تیپ بدون شمول وظایف تهاجمی، عمل به نقش سنتی سواره‌نظام در عملیات‌های شناسایی راهبردی و امنیتی بود. هسته این تیپ یک هنگ پیاده‌نظام موتوریزه متشکل از چهار گردان پیاده‌نظام و یک هنگ شناسایی با دو گردان بود. این تیپ همچنین شامل هنگ ۷۶ توپخانه با دو گردان موتوریزه هر یک با ۱۲ هویتزر ۱۰۵ میلی‌متری، گردان مستقل ۶۵ زرهی با ۷۰ تانک سبک پنزر ۱ و ۲ و یگان‌های مختلف پشتیبانی دیگر می‌شد. با توجه به عدم کفایت ستاد تیپ ۱ سبک در کنترل ساختار این آرایش، این تیپ در بهار سال ۱۹۳۸ با تغییرات کوچک سازمانی به لشکر یکم سبک تغییر عنوان داد.
در جریان بحران سودتنلند، این لشکر ماه سپتامبر سال ۱۹۳۸ ابتدا عازم زاکسن و سپس مرز چکسلواکی شد. در این موقعیت، امکان وقوع عملیات‌های تهاجمی ضعف بخش زرهی این لشکر را هویدا ساخت. بدین منظور هنگ ۱۱ زرهی از تیپ ۶ زرهی متشکل از دو گردان هر یک با دو گروهان تانک سبک و یک گروهان تانک متوسط، موقتاً به لشکر یکم سبک ملحق شد تا این لشکر در جریان ورود نیروهای آلمانی به سودتنلند، اساساً به یک لشکر زرهی با توان کمتر از معمول بدل شود. بیشتر تانک‌های این لشکر را تانک پنزر ۱ تشکیل می‌داد. این لشکر در تصرف مابقی چکسلواکی در ماه مارس سال ۱۹۳۹ مشارکت نداشت اما پس از دستیابی ورماخت به تانک‌های اشکودا ۳۵ در چکسلواکی در ماه آوریل که پنتسر ۳۵(تی) نامیده شدند، حدود ۱۳۰ دستگاه از این تانک‌ها به لشکر یکم سبک و تیپ ۱۱ زرهی سپرده شد تا با کنار نهاده شدن تانک‌های پنزر ۱ و بخشی از تانک‌های پنزر ۲ در ماه ژوئیه، به ستون فقرات آن بدل شوند. در این زمان لشکر دارای یک تیپ زرهی با سه گردان هر یک با یک گروهان تانک متوسط و دو گروهان تانک سبک با ۶۵ تانک پنزر ۲، ۱۱۴ تانک پنتسر ۳۵(تی) و ۴۲ تانک پنزر ۴ و مجموعاً ۲۲۱ تانک بود. در همین مدت آرایش نیروهای پیاده‌نظام لشکر نیز با ایجاد تیپ ۶ پیاده‌نظام مجدداً سازماندهی شد. این تیپ شامل گردان ۶ موتورسوار و هنگ ۴ سواره‌نظام با سه گردان و یک گروهان توپخانه پشتیبانی، می‌شد.

## تاریخچه عملیاتی

### لهستان
این لشکر در میانه ماه اوت سال ۱۹۳۹، با ترک قرارگاه خود و راهی شدن به سمت سیلزی تحت عنوان پوششی «رزمایش پاییزه»، روز ۲۶ اوت با آمادگی عملیات تهاجمی، در مرز لهستان مستقر شد.
در جریان تهاجم آلمان به لهستان که به آغاز جنگ جهانی دوم منجر گردید، این لشکر تنها آرایش زرهی ورماخت بود که از آمادگی کامل رزمی برخوردار بود. لشکر یکم سبک در ابتدا به عنوان نیروی ذخیره ارتش دهم، سپاه ۱۱ را تعقیب می‌کرد اما با ناتوانی پیاده‌نظام در شکستن خط دفاعی دشمن، وارد میدان شد. این لشکر به عنوان بخشی از سپاه ۱۴، با بهره‌گیری از پشتیبانی هوایی با عبور از ویلون خود را به رود وارتا رساند و گذرگاهی بر آن به سمت لودز ایجاد کرد. شرایط بد راه‌ها و تحرک پایین خارج از جاده خودروهای چرخ‌دار، مدت زمان گذر از رود را طولانی کرد. در این موقعیت لشکر مأموریت یافت با پیشروی به سمت رود ویستولا جلوی عقب‌نشینی نیروهای لهستانی از رادوم و کیلتس به سمت ورشو را بگیرد. لشکر یکم سبک بدین منظور می‌بایست خود را در شرق کوژینیتسه به رود ویستولا می‌رساند. این لشکر با طی ۳۱۰ کیلومتر در عرض ۵۰ ساعت و با عبور از رادومسکو، وشچووا و رادوم، روز ۹ سپتامبر به رود ویستولا رسید تا حلقه محاصره کیلتس-رادوم، اولین محاصره جنگ جهانی دوم، را حول نیروهای دشمن تکمیل کند. لشکر یکم سبک نقش ویژه‌ای در به اسارت گرفتن ۶۰ هزار نفر از قوای دشمن در این منطقه ایفا نمود. روز ۱۵ سپتامبر این لشکر به سپاه ۱۵ منتقل شد و دستور به پیشروی به جانب شمال گرفت. لشکر یکم سبک می‌بایست در جنگل‌های حومه غربی ورشو در کرانه رود ویستولا از نفوذ نیروهای لهستانی در حال عقب‌نشینی از مناطق غربی، به شهر جهت شکستن حلقه محاصره آن، جلوگیری می‌کرد. در این شرایط لشکر باید در جغرافیایی نامناسب برای تانک‌ها در دو جبهه به نبرد دفاعی در مقابل نیروهای قدرتمندتر دشمن می‌پرداخت. با شدت گرفتن سختی شرایط، این لشکر مجبور به عقب نشستن از مواضع خود گردید که به رسیدن ۳۰ هزار نفر نیروهای لهستانی از خارج از ورشو به داخل آن شد. با سپردن شدن موقعیت به پیاده‌نظام در ۲۱ سپتامبر، لشکر به گرویچ در جنوب ورشو منتقل شد. حضور این لشکر در نبرد لهستان مجموعاً به کشته شدن ۲۲ افسر و ۲۰۲ سرباز، زخمی شدن ۳۵ افسر و ۵۴۰ سرباز و مفقود شدن ۸۱ سرباز آن انجامید که بیشتر آن نتیجه درگیری‌های مناطق جنگی اطراف ورشو بود.
با وجود ادامه نبردها در لهستان لشکر یکم سبک به آلمان بازگشت. نهایتاً روز ۱۸ اکتبر سال ۱۹۳۹ این لشکر با ضمیمه‌سازی دائمی هنگ ۱۱ زرهی و انحلال تیپ ششم پیاده‌نظام، به لشکر ششم زرهی تغییر عنوان داد.

### فرانسه
لشکر ششم زرهی به فرماندهی سرتیپ ورنر کمپف، روز ۳۰ ژانویه سال ۱۹۴۰، برای آماده‌سازی جهت تهاجم به فرانسه، راهی اویسکیرشن در غرب بن شد و روز ۲ فوریه در آن ناحیه مستقر گشت. قرارگاه لشکر در مونسترایفل بر پا گردید. لشکر روز ۱ مارس به ناحیه وستروالت منتقل گردید و یک هفته بعد، در این موقعیت، به بخشی از سپاه ۴۱ سپهبد گئورگ-هانس راینهارت از گروه زرهی کلایست، بدل گشت. لشکر ششم زرهی در قالب این سپاه، مأمور به مشارکت در عملیات سیشل‌اشنیت (برش داس)، تهاجم زرهی ورماخت از طریق جنگل‌های آردن، بود. عملیات گذر از رود موز چندین بار بر رود لان در نزدیکی لیمبورگ تمرین شد. روز ۹ ماه مه هنگ ۱۱ زرهی این لشکر به مایِن در ۸۰ کیلومتری غرب، منتقل گشت اما بدنه اصلی لشکر همچنان در وستروالت در شرق رود راین باقی ماند.

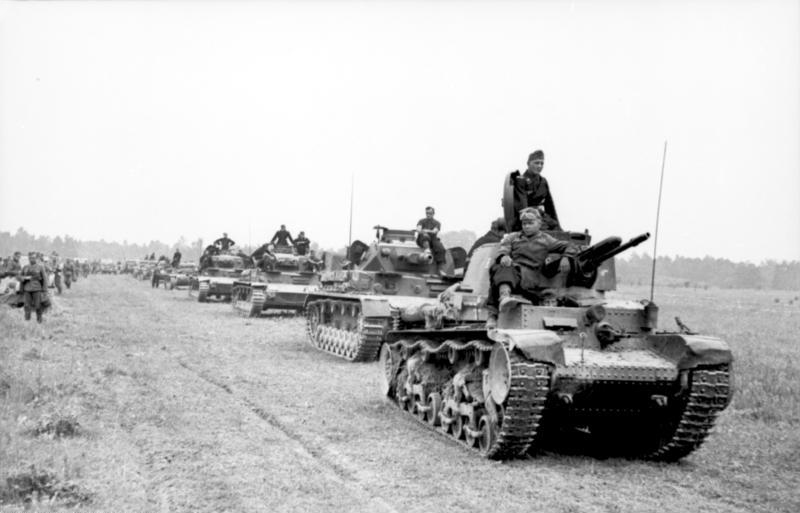
ستون تانک‌های لشکر ششم زرهی، فرانسه، ۱۹۴۰

روز نخست تهاجم آلمان به فرانسه و کشورهای سفلی در ۱۰ ماه مه سال ۱۹۴۰، لشکر ششم زرهی نقشی بر عهده نداشت. تا این که دو روز بعد با گذر از مرز در ویاندن وارد خاک لوکزامبورگ شد. نیروهای لشکر ششم زرهی در کنار لشکر هشتم زرهی، توانستند در عرض ۲۴ ساعت از طریق جنگل‌های آردن از سه مرز بین‌المللی عبور کنند. هدف لشکر عبور از رود موز در مونترمه بود. بدین منظور، سرگرد هلموت اشتتکه، افسر ستاد لشکر درخواست «پشتیبانی هوایی قدرتمند» کرد. پشتیبانی هوایی درخواست‌شده ارسال گردید اما یک یگان از بمب‌افکن‌های هائی ۱۱۱ لوفت‌وافه به اشتباه بخشی از بمب‌های خود را بر روی آتشبارهای ۴ و ۸ هنگ ۷۶ توپخانه لشکر ریخت که به کشته شدن ۲۰ تن و زخمی شدن ۲۶ تن دیگر انجامید. این حادثه نخستین تلفات لشکر در نبرد فرانسه را رقم زد.
نخستین اقدام برای گذر از رود بعد از ظهر ۱۲ مه با پیاده‌نظام صورت گرفت که با وجود آتش تانک‌ها بر مواضع آن سوی رود دشمن، موفقیت‌آمیز نبود. به هر صورت بخشی از هنگ ۴ پیاده‌نظام موفق شد تا پیش از تاریکی از رود عبور کند. سرتیپ کمپف فرمان به باز کردن راه برای گذر مابقی نیروها داد. یکی از گروهان‌های زرهی لشکر به فرماندهی ستوان یکم فرانتس باکه، در نهایت تا سپیده دم روز بعد خود را به آن سوی رود رساند و مسیر گذر را هموار ساخت. تانک‌ها و توپ‌های تهاجمی لشکر استحکامات توپخانه و جایگاه مسلسل‌های فرانسوی را از بین بردند. تانک‌های لشکر از محل کم عمقی از رود عبور کردند. لشکر ششم زرهی یکی از نخستین لشکرهای زرهی آلمان بود که وارد فرانسه شد. سرتیپ کمپف دستور به پیشروی بلافاصله داد. خط دفاعی مون ایده عصر روز ۱۳ مه شکسته شد.
پس از سلطه بر مونترمه، تا ساعت ۲۰ روز ۱۵ مه، شهر مونتکورنه در ۶۵ کیلومتری غرب رود موز به تصرف نیروهای این لشکر درآمد. روز بعد سپهبد راینهارت فرمان به «ادامه تعقیب دشمن شکست‌خورده» داد. لشکر ششم زرهی موظف به پیشروی با حداکثر سرعت به طرف رود اوآز شد. در جریان حرکت به طرف کانال مانش، لشکر ششم زرهی همان روز ۱۶ مه در شهر گیز به رود اوآز رسید و با وجود ضد حمله تانک‌های فرانسوی، تا صبح روز بعد گذرگاهی بر آن ایجاد کرد. گروه‌رزمی فن رافنشتاین لشکر روز ۱۸ مه با تهاجم به لو کَتوله در ۳۵ کیلومتری غرب گیز، تمامی اعضای ستاد ارتش نهم فرانسه را در هتلی در مرکز شهر، به اسارت گرفت و به اسناد ارزشمندی دست یافت. این یگان اگر نیم ساعت زودتر به این موقعیت می‌رسید ممکن بود بتواند فرمانده این ارتش و مارشال فیلیپ پتن را نیز اسیر کند. پیشروی سریع با تعقیب نیروهای بی‌روحیه و در حال عقب‌نشینی دشمن بدون موجهه با هیچ مقاومتی ادامه یافت.
در نهایت، ژنرال ژیرو، فرمانده جدید ارتش نهم فرانسه که به محاصره افتاده و در یک آغل پنهان شده بود، نیز روز ۱۹ مه توسط یگان آشپزخانه صحرایی یکی از گروهان‌های لشکر به اسارت درآمد. لشکر ششم زرهی روز ۱۹ ماه مه بر گذرگاهی بر کانال دو نورد در آوراکور نیز دست یافت و در ۲۰ ماه مه در موندیکور و دولو با شمار دیگری از قوای دشمن از جمله نیروهای بریتانیایی برخورد کرد که نبرد با آن‌ها تا شب‌هنگام به طول انجامید. در ادامه پیشروی، با چرخش به سمت شمال، لشکر ششم زرهی با رسیدن به روژفه، پس از ۳۵۰ کیلومتر پیشروی در عرض تنها ۹ روز، با خط ساحلی تنها ۲۰ کیلومتر فاصله داشت. در جریان محاصره نیروهای بریتانیایی و فرانسوی در شمال فرانسه، روز ۲۱ ماه مه گردان ۵۷ شناسایی زرهی به عنوان نخستین یگان لشکر به کانال مانش رسید. همان روز در مقابل مقاومت سبک دشمن، دستیابی به گذرگاه رود آ نیز محقق شد. روز ۲۳ ماه مه لشکر ششم زرهی در حال نزدیک شدن به کاسل بود که فرمان توقف آن صادر شد تا نیروهای بریتانیایی فرصت آماده‌سازی استحکامات دفاعی جهت خریدن وقت برای نیروهای متفقین در حال عقب‌نشینی به سمت دریا، را بیابند. سه روز بعد یورش به سمت این شهر مجدداً آغاز شد. تانک‌های لشکر بدون پشتیبانی کافی پیاده‌نظام، کاسل را از جنوب و شرق مورد هجوم قرار دادند که منجر به تلفات سنگین در بین آن‌ها و توقف حمله ناموفق در میانه شب شد. نهایتاً با اقدام به عقب‌نشینی شبانه مدافعان در ۲۹ ماه مه، تعدادی از آن‌ها به اسارت و شهر به سلطه درآمد. روز بعد لشکر ششم زرهی برای ادامه عملیات به مناطق جنوبی منتقل شد. روز ۳ ژوئن سرتیپ کمپف، فرمانده لشکر مفتخر به دریافت صلیب شوالیه صلیب آهنین گشت.
عملیات‌های لشکر با پیوستن به گروه زرهی گودریان با عبور از رود ان در نزدیکی رتل در ۱۰ ماه ژوئن، از سر گرفته شد و پرت نیز در همان روز به سلطه درآمد. این لشکر روز بعد در مواجهه با مقاومت سرسختانه دشمن که موجب تأخیر در پیشروی آن شد، از منطقه شامپانی و روز ۱۵ ژوئن از کانال راین-مارن گذر کرد. در این موقعیت با برخورد به قوای مستعمراتی فرانسه، لشکر ششم زرهی وادار به توقف شد. در ادامه، این لشکر پس از تغییر جهت، با تعقیب لشکر یکم زرهی، پس از طی صد کیلومتر، از راه لانژر خود را به ژوسی رساند. لشکر در این موضع مأمور به تسخیر قلعه اپینال گردید. پس از نبردهای شدید، ۲۱ ژوئن اپینال و قلعه آن نیز به تصرف درآمدند. با امضای پیمان ترک مخاصمه در ۲۵ ژوئن، نبرد رسماً در فرانسه به پایان رسید.

### نخستین سازمان‌دهی مجدد
پس از پایان نبرد فرانسه، هنگام سازمان‌دهی مجدد لشکرهای زرهی و دو برابر شدن تعداد آن‌ها، شمار یگان‌های زرهی این لشکر کاهش پیدا کرد. به هر صورت، بر خلاف سایر آرایش‌های زرهی، توان لشکر ششم زرهی از طریق یگان‌های پیاده‌نظام آن تقویت شد. بدین ترتیب تیپ ۶ پیاده‌نظام لشکر مجدداً سازمان یافته و شامل گردان ۶ موتورسوار و دو هنگ ۴ و ۱۱۴ پیاده‌نظام هر یک با دو گردان موتوریزه و یک گروهان توپخانه با توپ‌های ۷۵ میلی‌متری شد تا این لشکر در کنار سه گردان زرهی خود مجموعاً پنج گردان پیاده‌نظام داشته باشد. نفربرهای نیمه‌شنی زرهی جدید تنها به یکی از گروهان پیاده‌نظام‌های لشکر تعلق یافت. سومین گردان نیز به هنگ توپخانه آن اضافه گردید. البته این گردان از ماه مارس سال ۱۹۴۰ در کنار این هنگ بود. گردان ۴۱ ضد تانک تیز تعدادی توپ ضد تانک ۵۰ میلی‌متری دریافت نمود که آن را قادر ساخت یک دسته از گروهان خود را به آن‌ها مجهز کند. مابقی یگان‌های ضد تانک همچنان از توپ‌های ۳۷ میلی‌متری قدیمی استفاده می‌کردند.

### شوروی
روز شمار سلطه بر شهرها در شوروی:
- ۱۹۴۱:
  - ۲۲ ژوئن: سیلینه
  - ۲۲ ژوئن: کانگالیای
  - ۲۲ ژوئن: ارژویلکاس
  - ۲۳ ژوئن: راسینیای
  - ۲۳ ژوئن: کیبارتلیای
  - ۲۶ ژوئن: رامیگالا
  - ۲۶ ژوئن: راگووا
  - ۲۷ ژوئن: شوِداسای
  - ۳۰ ژوئن: رودزاتی
  - ۲ ژوئیه: واراکیانی
  - ۲ ژوئیه: زوبلوا
  - ۳ ژوئیه: بالتیناوا
  - ۳ ژوئیه: گاوری
  - ۴ ژوئیه: آوگسپیلس
  - ۶ ژوئیه: استروف
  - ۸ ژوئیه: اسلاوکوویچی

پیش از آغاز آماده‌سازی برای عملیات تهاجم به شوروی، این لشکر از منطقه بین ترون و دویچ‌آیلائو به منطقه بین ریزنبورگ و اوستروده منتقل شد. در جهت آماده‌سازی و انتقال به مناطق مرزی، راهپیمایی‌ها به صورت شبانه و در چهار شب متوالی صورت پذیرفت. تراکم بالای سایر یگان‌ها در پروس شرقی و تلاقی مسیر آن‌ها با یکدیگر، این امر را بسیار دشوار ساخته بود. به هر صورت کل فرایند انتقال بدن توقف بزرگی، انجام گرفت و قرارگاه لشکر در عصر روز ۲۱ ژوئن در ستسوگکن بر پا گردید. نیروهای لشکر در دو لایه در مرز لیتوانی مستقر شدند. یگان‌های جلودار لشکر در روز ۲۱ ژوئن در مواضع خود آرایش دفاعی گرفتند. تنها در شب پیش از آغاز عملیات بود که تمامی نیروها در جایگاه تهاجمی خود مستقر گشتند.

#### منطقه بالتیک

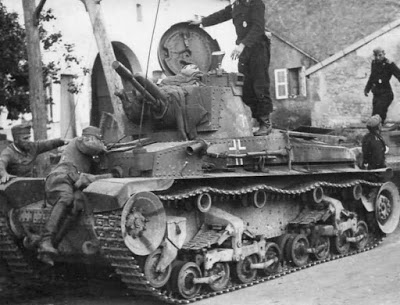
تانک پنتسر ۳۵(تی) لشکر ششم زرهی، شوروی، ۱۹۴۱

لشکر ششم زرهی به فرماندهی سرتیپ فرانتس لنتگراف به عنوان بخشی از سپاه ۴۱ موتوریزه در جناح شمالی گروه زرهی ۴ از گروه ارتش شمال، با آغاز عملیات بارباروسا منطقه بالتیک را مورد تهاجم قرار داد. این لشکر می‌بایست پس از شکستن خط دفاعی دشمن در جنگل‌های متراکم جنوب تاوراگه و عبور از مرز، از طریق کانگایلیای خود را به راسینیای می‌رساند و به عنوان هدف روز نخست بر گذرگاه رود دوبیسا در شمال شرقی راسینیای مسلط می‌شد. بدین منظور نیروهای جلودار لشکر به دو گروه‌رزمی تقسیم شدند. در جناح راست گروه‌رزمی ضعیف‌تر سرهنگ دوم اریش فرایهر فن زکندورف با هنگ ۱۱۴ پیاده‌نظام موتوریزه، گردان ۶ موتورسوار، گردان ۵۷ شناسایی زرهی و یک گروهان از گردان ۴۱ ضد تانک، وظیفه جلوداری تهاجم و بازکردن راه کانگایلیای را بر عهده داشت. گروه‌رزمی قدرتمندتر سرهنگ ارهارد راوس در جناح چپ با هنگ ۱۱ زرهی، گردان ۱ هنگ ۴ پیاده‌نظام موتوریزه، گردان ۲ هنگ ۷۶ توپخانه، یک گروهان از گردان ۵۷ مهندسی زرهی، یک گروهان از گردان ۴۱ ضد تانک و یک آتشبار از گردان ۲ هنگ ۴۱۱ ضدهوایی، نیز می‌بایست با حرکت پس از گروه‌رزمی دیگر، با شکستن استحکامات مرزی پیشروی خود را بر اساس فرامین بعدی لشکر آغاز می‌کرد. یکی از گروهان‌های تانک لشکر ششم زرهی برای تقویت آن، به لشکر دویست و شصت و نهم پیاده‌نظام ملحق گشته و در عوض دو گردان‌های ۲ هنگ ۵۹ توپخانه و ۲ هنگ ۴۱۱ ضدهوایی از طرف سپاه ۴۱ موتوریزه به لشکر ششم زرهی سپرده شده بود. دلیل الحاق گردان‌های پیاده‌نظام به گردان‌های زرهی لشکر، استفاده آن‌ها از تانک‌های منسوخ و قدیمی پنتسر ۳۵(تی) با زره و تسلیحات ضعیف بود که با وجود برخی مزیت‌ها شامل وزن سبک که عبور آن‌ها از پل‌ها راحت‌تر و تحرک‌پذیری آن‌ها را بیشتر می‌کرد، باعث اجتناب فرمانده لشکر از به‌کارگیری آن‌ها به صورت تجمیع شده و مستقل می‌گردید. در این زمان لشکر ششم زرهی تنها لشکر زرهی نیروی زمینی آلمان بود که همچنان به این تانک‌ها مجهز بود. تأمین قطعات یدکی این تانک‌ها به جهت توقف تولید آن‌ها، رفته‌رفته سخت‌تر می‌شد؛ از همین رو تعداد تانک‌های عملیاتی لشکر با وجود وارد آمدن خسارت اندکی در اثر اقدامات طرف دشمن، مداوما در حال کاهش بود.
عملیات ساعت ۳ بامداد روز ۲۲ ژوئن سال ۱۹۴۱ آغاز شد. پس از گلوله‌باران مواضع دشمن توسط توپخانه، لشکر ششم زرهی در برخورد با مقاومت ضعیف، توانست از خط مرزی در جنوب تاوراگه عبور کند اما بلافاصله با مقاومت شدیدی در مناطق جنگی مجاور آن مواجه گشت. گروه‌رزمی زکندورف موفق شد با تصرف آبادی سیلینه، راه کانگالیای را پاکسازی کند و ساعت ۶ صبح بر پل رود ششوویس در کانگالیای در ۴ کیلومتری جنوب تاوراگه مسلط شود. گروه رزمی راوس در شرق کانگالیای با مقاومت شدیدی‌تری توسط دو گروهان شوروی برخورد نمود. عبور از این نقطه برای نیروهای لشکر تا میانه بعد از ظهر به طول انجامید. این لشکر نهایتاً تا عصر همان روز خود را به ارژویلکاس رساند. تصرف این شهر ساعت ۲۲:۳۰ توسط گروه‌رزمی زکندورف انجام گرفت. بدین ترتیب در مواجهه با مشکلات تدارکاتی، کمبود مهمات و شرایط بد راه‌ها، هدف دستیابی به گذرگاه روز دوبیسا در شمال شرقی راسینیای در روز نخست، برای لشکر ششم زرهی محقق نشد. در مجموع از نفرات این لشکر در روز نخست، ۲۰ تن کشته، ۲۲ تن زخمی و دو تن دیگر مفقود شدند.

##### راسینیای
سرتیپ لنتگراف ساعات پایانی روز ۲۲ ژوئن قرارگاه خود را به مشکای منتقل نمود. روز ۲۳ ژوئن، هر دو گروه‌زرهی بدون مواجهه دیگری با دشمن، با پیشروی سریع به جانب شرق، به دنبال رسیدن به رود دوبیسا و جلوگیری از اتخاذ موضع توسط دشمن در ارتفاعات راسینیای بودند. نهایتاً گزارش استقرار نیروهای پرشمار دشمن در ارتفاعات جنوب راسینیای مخابره شد که راه گروه‌رزمی پیشتاز زکندورف به سمت این شهر را سد کرده بودند. نیروهای زکندورف اندکی بعد تحت حمایت توپخانه، با این قوای دشمن درگیر شدند. مبارزه بر سر این موضع با توجه به باز و مردابی بودن محیط و دشواری در پیشروی و دور زدن دشمن، دو ساعت به طول انجامید. در همین حال گروه‌رزمی راوس که از ارژویلکاس راهی راسینیای بود، در شرق پائیشلینیس با ورود به محیط باز گرفتار کمین دشمن مستقر در جنگل‌های جناح چپ شد. با از پا درآمدن فرمانده گروهان جلودار راوس در اثر برخورد گلوله تک‌تیرانداز دشمن در پیشانی او، نخستین تلفات این درگیری به وقوع پیوست. دو گروهان پیاده‌نظام راوس قصد داشتند با ورود با تسلیحات سبک به این جنگل‌ها، دشمن را به محاصره دربیاورند که فشردگی درختان این اجازه را به آن‌ها نداد تا سربازان کم‌تعداد شوروی با وجود نسبت سه به یک موفق شوند با تحمل تلفات اندک، به جانب شمال عقب بنشینند. البته در نهایت مشخص شد از نیروهای راوس نیز تنها همان فرمانده گروهان کشته و تعداد اندک دیگری زخمی شده‌اند. با وجود این که قصد نیروهای شوروی از ایجاد کمین، به تأخیر انداختن پیشروی آلمانی‌ها بود، به هر صورت این نیروها بدون تأخیر و به موقع خود را به راسینیای رساندند. در ادامه گردان شناسایی لشکر با پیشروی در پیش‌رو، گذرگاه‌های رود دوبیسا را در شمال شرقی راسینیای به سلطه خود درآورد. در مواجه با مقاومت پراکنده و ناهماهنگ دشمن، گروه‌های رزمی پیشروی خوبی انجام دادند و راسینیای را به سرعت تصرف کردند. گردان شناسایی با گذر از رود دوبیسا در کرانه شرقی آن جای پایی برای لشکر باز کرد. زکندورف یگان‌های خود را به جانب پل‌های تحت کنترل گردان شناسایی پیش برد و راوس راه جانب شمالی را برای به دست آوردن گذرگاه‌های بیشتر در نزدیکی کاتائوسکیای، پیش گرفت. تانک‌های راوس با گذر از رود دوبیسا، ناحیه پیرامون کیبارتلیای را پاکسازی کنند. هنگ ۴ پیاده‌نظام این گروه‌رزمی نیز با عبور از رود و استقرار در ارتفاعات آن سوی آن، گذرگاهی برقرار کرد. بدین ترتیب لشکر ششم زرهی تا عصر روز دوم ۵۵ کیلومتر را طی کرد و با گذر از رود دوبیسا هدف اولیه را محقق ساخت. شب‌هنگام نیروهای لشکر با توقف در همان محل، پل‌های تحت سلطه خود را بدون درگیری دیگری، جهت تسهیل ادامه تهاجم، عریض‌تر کرده و بهبود بخشیدند. در همین احوال رسیدن بدنه اصلی لشکر به این موضع، در اثر عبور مکرر قوای لشکر دویست و شصت و نهم پیاده‌نظام از مسیر آن‌ها، با تأخیر قابل توجهی مواجه شده بود.
در این هنگام قرارگاه لشکر مداوما اطلاعاتی از شناسایی هوایی نزدیک شدن پرسرعت تعداد زیادی تانک دشمن به جانب این لشکر، دریافت می‌کرد. صبح روز ۲۴ ژوئن مشخص شد این نیروهای دشمن در حال حرکت به سمت دو گذرگاه در کنترل دو گروه‌رزمی لشکر، هستند. سرتیپ لنتگراف سعی کرد جهت تقویت دو گروه‌رزمی و جلوگیری از عبور نیروهای شوروی از رود دوبیسا، به سرعت از بدنه اصلی لشکر نیروی کمکی به سوی راسینیای ارسال کند. این برنامه طبق انتظار پیش نرفت؛ چرا که مسیر این نیروهای علاوه بر لشکر دویست و شصت و نهم پیاده‌نظام، هم‌اینک با مسیر لشکر یکم زرهی نیز تلافی پیدا کرده بود. در نهایت اندکی بعد مواضع گردان ۶ موتورسوار گروه‌رزمی زکندورف پس از گلوله‌باران شدید توپخانه، زیر حمله تانک‌های دشمن از لشکر دوم تانک از سپاه ۳ مکانیزه شوروی، قرار گرفت که منجر به مرگ سرگرد شلیکمان، فرمانده گردان شد. این نیروهای شوروی در عرض بیست دقیقه این گردان را منهدم کردند و ضربه سختی به هنگ ۱۱۴ پیاده‌نظام موتوریزه وارد آورد. تانک‌های غول‌پیکر کی‌وی-۱ و کی‌وی-۲ با زیر گرفتن همه‌چیز و همه‌کس و با نبود هیچ سلاحی در گذرگاه برای متوقف کردن آن‌ها، پیش‌می‌رفتند. با رسیدن تانک‌های شوروی به مابقی نیروهای گروه‌رزمی زکندورف در غرب رود، این نیرو با عجله با ایجاد یک خط دفاعی حالت تدافعی به خود گرفت. تانک‌های کی‌وی-۱ ارتش سرخ در مقابل آتش توپ‌های تانک‌های پنتسر ۳۵(تی) آلمانی و توپ‌های ۳۷ میلی‌متری ضد تانک آن‌ها کاملاً ایمن بودند. این تانک‌ها با شکستن خط دفاعی، خود را به مواضع توپخانه در اراضی پشت آن رساندند. تعداد بسیار اندکی از این تانک‌ها با اصابت گلوله‌های ضد تانک به شنی‌هایشان غیر متحرک و با گلوله توپخانه از فاصله نزدیک منهدم شدند. علاوه بر این نیروهای آلمانی سعی داشتند با تمرکز آتش مسلسل‌های خود بر ابزار دید و حلقه برجک تانک‌ها، موجب گرفته شدن دید از خدمه و گیر کردن برجک آن‌ها شوند.
با درخواست کمک سرهنگ زکندورف از قرارگاه لشکر، سرتیپ لنتگراف که دیگر هیچ ابزار مؤثری در اختیار نداشت، از او خواست تا رسیدن پشتیبانی از سپاه ۴۱ موتوریزه، موضع خود را حفظ کند. با وجود خوشبینی اولیه قرارگاه سپاه ۴۱ موتوریزه نسبت به اوضاع لشکر ششم زرهی، با دیدار سپهبد گئورگ-هانس راینهارت، فرمانده این سپاه از خط مقدم و با آگاهی از شرایط بحرانی آن، وعده ارسال چندین آتشبار توپ‌های ۸۸ میلی‌متری ضدهوایی که تنها سلاح مؤثر علیه تانک‌های دشمن فرض می‌شد، به این لشکر داده شد. ضد حمله مختصر هنگ ۱۱ زرهی آسیب چندانی به تانک‌های شوروی وارد نیاورد اما آن‌ها را جهت دفع آن، وادار به توقف نمود تا از شدت تهاجم کاسته شود. ساعت ۱۵ نخستین آتشبار توپ‌های ۸۸ میلی‌متری خود را به لشکر ششم زرهی رساند و به رهبری سرتیپ لنتگراف راهی خط مقدم شد تا علیه دشمن به کار گرفته شود. در همین زمان تانک‌های شوروی در حال نزدیک شدن به ارتفاعات شرق راسینیای بودند. این توپ‌ها با جای‌گیری و استتار مناسب شروع به هدف قرار دادن تانک‌های دشمن کردند که با از بین بردن تعدادی از آن‌ها، منجر به توقف مجدد دشمن شد. اقدام نیروهای شوروی در همکاری با پیاده‌نظام برای دور زدن مواضع زکندورف نیز کار به جایی نبرد. تانک‌های از رمق افتاده شوروی نهایتاً پیش از ورود به شهر، در شرق راسینیای متوقف شدند. در همین حال نیروی‌های لشکر ششم زرهی به سرعت در حال بازیابی خود و نیروهای گروه‌رزمی راوس در آن سوی رود دوبیسا، در حال حرکت به سمت موضع اولیه آغاز نبرد بودند. لشکر یکم زرهی که به دستور راینهارت به موقعیت عازم شده بود، پس از گذر از رود دوبیسا در لیدوونای و تعقیب یگان‌های راوس در طول این رود، به حرکت خود به جانب شرق و جنوب پشت سر تانک‌های دشمن ادامه داد و ساعت ۸:۴۰ روز ۲۵ ژوئن با الحاق به مابقی نیروهای لشکر ششم زرهی در شوکایچیای، لشکر دوم تانک شوروی را کاملاً به محاصره انداخت. تقریباً همه نیروهای لشکر دوم تانک شوروی داخل حلقه محاصره بودند و با اتمام سوخت خودروهایشان نتوانستند عقب‌نشینی کنند. در پایان نبرد بسیاری از نیروهای دشمن به همراه فرمانده آن‌ها از بین رفتند و بیش از ۲۰۰ تانک آن‌ها منهدم شد یا به غنیمت درآمد.

##### ادامه پیشروی
پس از اتمام کار در راسینیای، نیروهای لشکر ششم زرهی ۲۶ ژوئن شروع به ادامه پیشروی در منطقه بالتیک کردند. با وجود مقاومت ضعیف نیروهای دشمن، شرایط جغرافیایی، گرمای هوا و گرد و خاک حاصل از تردد خودروها در راه‌های شنی، حرکت را برای این نیروها با تأخیر همراه کرده بود. به هر صورت سرنیزه زرهی لشکر تا پایان روز خود را در نزدیکی راگووا به رود نوژیس رساند درحالیکه بدنه اصلی آن در رامیگالا حضور داشت. روز بعد با توجه به تأخیر در حرکت یگان‌های تدارکاتی از راسینیای و همچنین جهت رسیدن بدنه اصلی لشکر، پیشروی چندانی صورت نگرفت. با این حال یگان‌های جلودار گذرگاه رود شوِنتویی را در شوِداسای را تصاحب کردند و قرارگاه لشکر به این شهر منتقل شد. در این ناحیه هر دو گروه‌رزمی لشکر در برابر حملات غافلگیرانه شبانه دشمن، حالت دفاعی به خود گرفتند که جز موارد جزئی اتفاق دیگری نیفتاد. در ادامه در خط مقدمی فراخ، گروه‌رزمی زکندورف در جناح راست موظف شد بر گذرگاه رود دوینا در شمال دونابورگ و شمال شرقی ایلوکسته دست یابد و گروه‌رزمی راوس در جناح چپ می‌بایست بر گذرگاه دیگری در لیوانی مسلط می‌شد. این فرامین فاصله‌ای حدوداً ۶۰ کیلومتری بین این دو گروه‌رزمی ایجاد کرد. مسئولیت کنترل این شکاف بر عهده گردان ۵۷ شناسایی زرهی بود. این مسئله بدین جهت صورت گرفت که سرتیپ لنتگراف سعی داشت نیروهای خود را وارد دونابورگ نکند. از همین رو، او بیشتر نیروهای خود را روانه لیوانی در بیشترین فاصله با دونابورگ نمود. در اثر برخورد متعدد با نیروهای پراکنده دشمن و لزوم توقف موردی، تنها طلایه‌داران یگان شناسایی در زمان مقرر خود را به رود دوینا رساندند. با برقراری گذرگاهی بر رود دوینا در لیوانی در جنوب رود دوبنا توسط گروه‌رزمی راوس، نخستین هدف عمده لشکر، با تحمل تلفات اندک، در هفتمین روز آغاز عملیات محقق شد. با توجه به منهدم شدن پل رود دوبنا در لیوانی، سرتیپ لنتگراف تقاضای تجهیزات پل‌سازی کرد که با عدم امکان ارسال آن، ارتشبد راینهارت به او دستور داد بخشی از نیروهای خود را که نمی‌توانند تا عصر ۳۰ ژوئن از گذرگاه لیوانی عبور کنند، پشت سر لشکر یکم زرهی، از پل نظامی در حال احداث در یکابپیلس در شمال لیوانی از رود دوینا بگذراند. با این وجود سرتیپ لنتگراف برای جلوگیری از هدر رفت زمان با چنین اقدامی، به نیروهای خود دستور به ارتقا پل لیوانی با هر امکانات در دسترس را داد تا بدنه اصلی نیروها از آن بگذرند. حملات مکرر هوایی دشمن موجب تأخیر در اجرای این فرمان شد اما نتوانست خلل جدی در آن ایجاد کند. تا عصر رود ۳۰ ژوئن تمامی لشکر بجز ادوات سنگین آن، از این پل ارتقا یافته عبور کردند. همزمان نیروهای جلودار جهت گسترش گذرگاه جهت بازکردن جا برای استقرار نیروهای لشکر در جانب شرقی رود جهت آماده‌سازی برای ادامه پیشروی به سمت مرز لتونی و روسیه، شهر رودزاتی در ۲۰ کیلومتری شرق لیوانی را به تصرف خود درآوردند. با وجود قصد گروه زرهی ۴ بر از سرگیری حرکت در دوم ماه ژوئیه، با آغاز پیشروی لشکر ششم زرهی از روز اول ژوئیه، عناصر جناح راست لشکر در برابر مقاومت ضعیف دشمن، خود را به واراکیانی رساندند. با وجود عقب ماندن لشکر هشتم زرهی در اثر برخورد با نیروهای دشمن که باعث بازماندن جناح راست لشکر ششم زرهی می‌شد، این لشکر روز دوم ژوئیه زوبلوا را نیز به سلطه خود درآورد. روز بعد به فرمان سرتیپ لنتگراف، نیروهای لشکر می‌بایست با دور زدن کارساوا که نیروهای زیادی از دشمن در آن حضور داشتند، خود را در گاوری به بزرگراه می‌رساندند. این فرمان در جهت خواست فرماندهی گروه زرهی ۴ در حرکت لشکر در طول بزرگراه جهت یاری رسانی به لشکر هشتم زرهی بود. با این حال خود سرتیپ لنتگراف شخصاً بسیار بیشتر ترجیح می‌داد به جای وارد کردن نیروهایش به مناطق مردابی که در اثر بارندگی کار پیشروی را دشوارتر می‌کرد، با وجود حضور نیروهای دشمن، مستقیماً از کارساوا عبور کند. به هر صورت عناصر جلودار لشکر تا عصر همان روز خود را به گاوری رساندند. چنین اقدامی موجب پراکنده شدن نیروهای لشکر شد. همین پراکندگی موجب شد روز بعد نیروهای جلودار در حالی که بدون حفاظت در جناحین و پشت سر، در حال پاکسازی مرز روسیه و لتونی برای جای گرفتن مابقی نیروهای لشکر در آن بودند، در شرق بالتیناوا زیر حمله غافلگیرانه دشمن با پشتیبانی تانک‌ها، قرار گرفتند. این نیروهای دشمن که با دور زدن گاوری از جانب جنوب به شمال یورش می‌آوردند، توانستند جاده بین گاوری و بالتیناوا را قطع کنند. با ضد حمله گردان ۶ موتورسوار که به تازگی به بالایناوا رسیده بودند، جاده مجدداً پس گرفته و دشمن به سمت جنوب عقب رانده شد. با حضور برخی عناصر و تانک‌های دشمن در جنگل‌های جنوب بزرگراه، گردان ۶ موتورسوار به تهاجم خود به سمت جنوب ادامه داد. این مناطق به سرعت پاکسازی و ۲۰ تانک دشمن که توسط خدمه رها شده بودند، به شکل سالم به غنیمت گرفته شد.

#### روسیه
لشکر ششم زرهی با تصرف آوگسپیلس در ۴ ژوئیه، اقدام برای گذر از خط استالین را آغاز کرد. عملیات شناسایی خبر از وجود استحکامات متعدد بتنی در دو طرف جاده می‌داد که نیروهای دشمن به شکل ویژه‌ای در بخش جنوب شرقی در جانب شرقی رود لژا در آن مستقر بودند. فرمانده لشکر با وجود اصرار سپهبد راینهارت بر ادامه و تحکیم حرکت سریع لشکر یکم زرهی که عناصر پیشین آن خود را به جنوب اوستروف رسانده بودند، با اتمام پیشروی در همان روز، طرح تهاجمی گذر از این مناطق از روز بعد را ریخت. دو عامل لزوم تمرکز نیروها پس از پراکندگی آن‌ها در اثر پیشروی سریع دو روز قبل و درگیری‌های اطراف بالتیناوا در کنار افزایش مقاومت نیروهای دشمن، بزرگ‌ترین علل این تصمیم بودند. ادامه داشتن خط دفاعی استالین به سمت جنوب امکان دور زدن آن را از نیروهای سرتیپ لنتگراف گرفته بود. با آغاز تهاجم مقاومت شدید مدافعان تا آخرین لحظه باعث توقف نیروهای لشکر در برخورد با خط استحکامات و وادار شدن آن‌ها به ورود به مبارزات نزدیک تن به تن برای پاکسازی یک به یک سنگرها و مواضع دشمن شد. گذر از این محل تا ساعات پایانی بعد از ظهر ۶ ژوئیه پس از سلطه بر بیش از بیست نقطه از استحکامات دشمن با پانزده ساعت درگیری، به طول انجامید. نبردهای این موضع شدیدترین نبردهای لشکر ششم زرهی با اختلاف زیاد نسبت به درگیری‌های قبلی از زمان شروع عملیات بارباروسا به حساب می‌آمد. با ورود به خاک روسیه و گذر از خط استالین وضعیت راه‌های پیش‌روی لشکر ششم زرهی بدتر از گذشته شد. در ادامه، این لشکر با قرار دادن پیاده‌نظام در جناحین خود، پیشروی به سمت اوستروف را آغاز کرد. دو گروه‌رزمی لشکر هر یک با جای دادن ۵۰ تانک به عنوان سرنیزه زرهی خود در پیش رو و پیاده‌نظام در اطراف، بدون توقف به تعقیب نیروهای در حال عقب‌نشینی دشمن پرداختند. این نیروها با برخورد به مقاومت ضعیف دشمن، همان روز خود را به استروف رساندند. با وجود عدم موفقیت حملات هوایی دشمن به گذرگاه روستوف، ترافیک نیروها در این محل مشکل آفرین شده بود. روز ۷ ژوئیه قوای لشکر ششم زرهی پس از ده تا پانزده کیلومتر پیشروی به سمت شمال شرقی، در اثر فرسودگی در پی دو روز راهپیمایی سریع، وادار به توقف شدند. با این همه مواضع این نیروها مداوما زیر ضدحملات دشمن قرار داشت. گروه‌رزمی راوس حرکت خود از عصر همین روز از سر گرفت. روز ۸ ژوئیه لشکر ششم زرهی موظف شد در عین کاهش فاصله خود در شمال با لشکر یکم زرهی، به شکل محدودی به سمت پورخوف در ۱۰۰ کیلومتری شمال شرق استروف، یورش ببرد. بدین ترتیب گروه‌رزمی رواس در جناح راست در مواجهه با مقاومت ضعیف، خود را به اسلاوکوویچی رساند اما با نرسیدن به موقع یگان‌های لشکر دویست و شصت و نهم پیاده‌نظام برای محافظت از جناحین آن، زیر ضد حمله شدید نیروهای پر شمار زرهی دشمن قرار گرفت. این گروه‌رزمی به هر صورت موفق شد موضع خود را حفظ کند. در طرف دیگر گروه‌رزمی زکندورف راه به جانب شمالی را گشود و گذرگاهی بر رود چرخا در شمال اوسیپووت برقرار کرد. شب ۸ ژوئیه گروه‌رزمی راوس به طرف این گذرگاه حرکت نمود.
پس از عبور از خط آهن پسکوف-پورخوف، لشکر ششم زرهی با همان دو گروه‌رزمی به پیشروی به سمت شرق ادامه داد. روز ۹ ژوئیه گروه‌رزمی راوس زاگوسکا در ۵۰ کیلومتری شرق پسکوف، را به تصرف خود درآورد. گروه‌رزمی زکندورف در این زمان بیشتر صبح را درگیر مقاومت دشمن بود. حرکت لشکر عصر این روز با افزایش مقاومت دشمن متوقف گشت. روز بعد با مقاومت شدید دشمن در اراضی جنگلی، در نخستین مواجهه با تانک‌های سنگین کی‌وی-۱ پس از راسینیای، تهاجم برای تصرف سه‌راهی یامکینو در ۵ کیلومتری شرق زاگوسکا، به نتیجه‌ای نرسید. در این موقعیت لشکر هیچ توپ ۸۸ میلی‌متری در اختیار نداشت؛ چرا که روز گذشته با وجود اعتراض لنتگراف، آتشبارهای این توپ‌ها به سپاه ۴۱ موتوریزه ملحق شده بودند. بدین جهت هنگ ۷۶ توپخانه با وجود دشواری در جابه‌جایی، اقدام به هدف قرار دادن مستقیم تانک‌های سنگین دشمن با توپ‌های ۱۰۰ میلی‌متری خود کرد. توپ‌های ۵۰ میلی‌متری گردان ۴۱ ضد تانک نیز در شرایط خاصی مؤثر واقع می‌شدند. به هر حال سرتیپ لنتگراف تصمیم به دور زدن یامکینو گرفت. روز بعد با مشاهده این حرکت، نیروهای دشمن از یامکینو به سمت بوروویچی در ۲۰ کیلومتری شرق، عقب نشستند. در این زمان گروه‌رزمی راوس به عنوان سرنیزه زرهی لشکر از اوستروف به سمت پورخوف و دنو در شمال شرقی پیشروی می‌کرد.
روز ۱۱ ژوئیه به فرمان سپهبد راینهارت، لشکر ششم زرهی مسیر رو به شرق خود را جهت یاری‌رسانی به لشکر یکم زرهی که در مسیر بزرگراه لنینگراد، در نووسلیه در ۵۰ کیلومتری شمال شرقی پسکوف، با مقاومت شدید دشمن روبرو شده بود، تغییر داد. نیروهای لشکر می‌بایست با چرخش ۹۰ درجه‌ای به سمت شمال، از مسیرهایی شنی و مردابی به طرف این محل می‌رفتند. در این شرایط قدیمی بودن نقشه‌ها عمل مسیریابی را دشوار ساخته بود. با شکستن پل‌های ضعیف و گیر کردن خودروها در گل‌ولای، حرکت ستون نیروهای لشکر در راه‌های کم‌عرض به کندی صورت می‌گرفت و مکرراً متوقف می‌شد. سرعت متوسط پیشروی به حدود تنها ۱٫۵ کیلومتر بر ساعت رسیده بود. طی طاقت‌فرسای این مسافت ۶۰ کیلومتری، بدون برخورد با دشمن، یک روز به طول انجامید. در نهایت صبح روز ۱۲ ژوئیه گروه‌رزمی راوس خود را به نووسلیه رساند و با یک درگیری سخت و کوتاه دشمن را از بزرگراه لنینگراد عقب راند. در میانه سازماندهی مجدد، به این گروه‌رزمی دستور داده شد پل رود پلیوسا در لیادی را تسخیر و سر پلی آن سوی رود ایجاد کند. بدین حرکت آهسته گروه‌رزمی تنها پس از سه ساعت خواب شبانه، اوایل روز ۱۳ ژوئیه از میان اراضی مردابی از سر گرفته شد. به هر صورت پس از طی ۹ ساعته ۶۰ کیلومتر دیگر، حمله غافلگیرانه عناصر پیشتاز لشکر، بدون درگیری، مأموریت محوله را محقق کرد.
با حضور شخصی راینهارت در گذرگاه لیادی و صدور فرمان، لشکر ششم زرهی در موازات مسیر لشکر یکم زرهی، به حرکت در جانب شمال ادامه داد. به نقل از سرهنگ راوس هنگام پیشروی در عمق اراضی دشمن، درحالیکه یگان‌های ارتش سرخ در دو طرف مسیر حضور پررنگی داشتند، هواگردهای شوروی برگه‌هایی را بر سر نیروهای او ریختند که از آن‌ها می‌خواست خود را معرفی کنند. به نظر می‌رسد موقعیت نیروهای موتوریزه لشکر، دشمن را در شناسایی آن‌ها با نیروهای خودی به شک انداخته بود. در نهایت ادامه حرکت یگان و عدم دریافت پاسخ سبب تصور خودی بودن آن‌ها در این هواگردها شد. گروه‌رزمی راوس آن روز ۱۴ ژوئیه با غافل‌گیر کردن دشمن و بدون درگیری دو پل بر رود ناروا در ناحیه ایوانوفسکویه را تصرف و گذرگاهی در آن سوی رود ایجاد کرد.
در جریان عملیات تایفون، تهاجم ورماخت به مسکو، لشکر ششم زرهی به عنوان بخشی از سپاه ۴۱ موتوریزه از گروه زرهی ۳ از روز ۲ اکتبر سال ۱۹۴۱ حرکت خود را آغاز کرد. برای شکستن خط دفاعی دشمن با ترکیب هنگ ۱۱ زرهی این لشکر و هنگ ۲۵ زرهی لشکر هفتم زرهی، تیپ زرهی کول با ۲۶۰ تانک و تعدادی نفربر زرهی به رهبری فرمانده هنگ ۱۱ زرهی ایجاد گردید. این تیپ با پشتیبانی هوایی لوفت‌وافه نفوذ عمیقی در دفاع دشمن در شمال ویازما صورت داد و روز ۳ اکتبر از رود دنیپر گذشت. روزهای آینده با محاصره نیروهای دشمن مسیر مسکو برای یگان‌های لشکر باز شد. به هر صورت، بارندگی مداوم پاییزه راه‌های خاکی منطقه را به دریایی از گل بدل ساخت و حرکت را بسیار دشوار کرد. با این وجود عناصری از لشکر خود را به کالینین رساندند. در این نقطه دیگر امکان پیشروی وجود نداشت و عملیات عملاً متوقف شد. با فرا رسیدن یخبندان زمستانه و سفت شدن سطح راه‌ها، لشکر با تعداد اندک تانک‌های باقی مانده و قوای فرسوده خود مجدداً حرکت به سمت شرق از سر گرفت و مقداری پیش رفت. هیچ نیروی جایگزینی از ماه ژوئن دریافت نشده بود. در این هنگام دمای هوا به منفی سی درجه سانتیگراد رسید و با توجه به نبود میزان کافی البسه و تجهیزات زمستانی به فلج شدن نیروها انجامید. تلفات در اثر سرمازدگی بالا بود.

##### ضدحمله ارتش سرخ و عقب‌نشینی
با آغاز ضد حمله زمستانی ارتش سرخ در ناحیه مسکو، لشکر ششم زرهی نقش محافظت پسین را برای ارتش سوم زرهی در حین عقب‌نشینی ایفا می‌نمود. در کنار صدها توپ و تهجیزات دیگر، آخرین تانک لشکر که نام «آنتونیِ آخر» بر آن نهاده شده بود، روز ۱۰ دسامبر در نزدیکی کلین از کار افتاد و پشت سر باقی گذاشته شد. جابه‌جایی در شرایط سخت زمستانی تا حدود زیادی به اسب‌ها متکی شد. لشکر در میان نیروهای خود به «لشکر ششم زرهی پیاده» لقب گرفت. هنگامی که لشکر در نهایت نیروهای خود را ماه ژانویه سال ۱۹۴۲ هفتاد کیلومتر پشت خط مقدم بین اسمولنسک و ویازما سازمان مجدد داد برای آن کمتر از هزار نیروی آماده‌به‌رزم و تنها سه قطعه توپخانه باقی مانده بود.

#### دومین سازمان‌دهی مجدد
لشکر ششم زرهی ماه آوریل سال ۱۹۴۲ از خط مقدم عقب کشیده شد و برای بازسازی راهی ناحیه پاریس در فرانسه گردید. با انحلال گردان ۶۵ زرهی، هنگ ۱۱ زرهی لشکر به دو گردان تقلیل یافت. این هنگ پیش از رسیدن تجهیزات جدید برای مدتی به عنوان نیروی دفاعی موقتاً به تانک‌های فرانسوی سوموآ اس۳۵ و اوچکیس اس۳۵ مجهز شد. قرارگاه تیپ ۶ پیاده‌نظام نیز منحل گردید و دو هنگ پیاده‌نظام آن به «هنگ پانتسرگرنادیر» تغییر عنوان دادند. گردان ۴۱ ضدتانک لشکر به توپ‌های ۷۵ میلی‌متری ال/۴۸ پاک ۴۰ مجهز شد. توپ‌های یک گروهان خودکششی بر پایه شاسی تانک پنزر ۲ بودند. 'گردان ۶ موتورسوار و گردان ۵۷ شناسایی با یکدیگر ترکیب شدند تا گردان ۶ شناسایی زرهی را تشکیل دهند.
لشکر ماه ژوئن به منطقه برتانی در نزدیکی رن منتقل شد تا در ناحیه گوئیتکیدان به آموزش و تمرین بپردازد. روز ۵ نوامبر دستور به آماده‌سازی جهت بازگشت به جبهه شرقی داده شد. در این میان با پیاده شدن نیروهای متفقین در شمال آفریقا، ادوات لشکر سوار بر قرار شدند تا به جنوب فرانسه بروند اما در نهایت روز ۱۴ نوامبر حرکت به سمت شرق تأیید شد. این بار لشکر ششم زرهی با دریافت البسه و تجهیزات ویژه زمستانی آماده بیشتری بدین منظور داشت.

#### ناحیه استالینگراد
لشکر ششم زرهی پس از نوسازی، مجدداً به همراه حدوداً ۱۶۰ تانک، عموماً پنزر ۳ و ۴، ماه نوامبر سال ۱۹۴۲ به روسیه بازگشت. در مسیر طولانی انتقال ریلی، چندین حمله غافلگیرانه توسط پارتیزان‌ها صورت گرفت که تلفاتی را متوجه نفرات لشکر کرد. این لشکر ابتدا در دونتسک و سپس در موروزوفسک و کوتلنیکوفو در غرب و جنوب غربی استالینگراد که نیروهای آلمانی با ضد حمله قوای شوروی به محاصره افتاده بودند، مستقر شد. در تلاش برای شکستن محاصره، این لشکر، به عنوان بخشی از گروه ارتش دن اریش فون مانشتاین، با یک نفوذ قدرتمند در عمق خطوط دشمن موفق شد خود را به ۴۸ کیلومتری استالینگراد برساند اما نهایتاً متوقف شد. لشکر ششم زرهی فرمان یافت جهت سد کردن پیشروی دشمن بین رودهای دن و دونتس عقب بنشیند. وارد آمدن خسارت تجهیزاتی سنگین به آلمانی‌ها، آن‌ها را مجبور به ایجاد آرایش‌های جدیدی تحت عنوان گروه‌رزمی زرهی متشکل از تانک‌ها و سایر خودروهای زرهی چندین لشکر کرد. عناصر لشکر ششم رزهی در ابتدا جزوی از گروه‌رزمی فن هوئنرسدورف و سپس گروه‌رزمی بِکه بودند.

## دریافت نشان
- نشان صلیب شوالیه صلیب آهنین:
  - ۱۱ ژانویه ۱۹۴۳: سرگرد فرانتس بکه به عنوان فرمانده گردان ۲ هنگ ۱۱ زرهی
    - برگ‌های بلوط - ۱ اوت ۱۹۴۳: به عنوان فرمانده هنگ ۱۱ زرهی